# Autostrada A643 (Niemcy)
Autostrada A643 (niem. Bundesautobahn 643 (BAB 643) także Autobahn 643 (A643)) – autostrada w Niemczech przebiegająca z północy na południe, łącząca autostradę A66 z autostradą A60 pomiędzy Wiesbaden w Hesji i Moguncją w Nadrenii-Palatynacie.